# Liga Światowa w piłce siatkowej
Liga Światowa (skrót LŚ) – cykliczne, międzynarodowe rozgrywki w piłce siatkowej mężczyzn, organizowane corocznie (od roku 1990 do 2017) przez Międzynarodową Federację Piłki Siatkowej (FIVB) oraz członków Rady Ligi Światowej (RLŚ) dla wybranych przez nie reprezentacji krajowych. Rozgrywki odbywały się od maja do lipca i stanowiły one początek sezonu reprezentacyjnego.
Zaproszenia do udziału w każdej edycji LŚ dostawały wyłącznie państwa, których siatkarskie federacje oraz męskie reprezentacje spełniały wszystkie ustalone wcześniej kryteria, uzyskując w ten sposób możliwość zdobycia znaczących nagród pieniężnych (w 2006 roku łączna pula nagród wyniosła 20 mln dolarów).
W 2018 roku została zastąpiona przez Siatkarską Ligę Narodów.

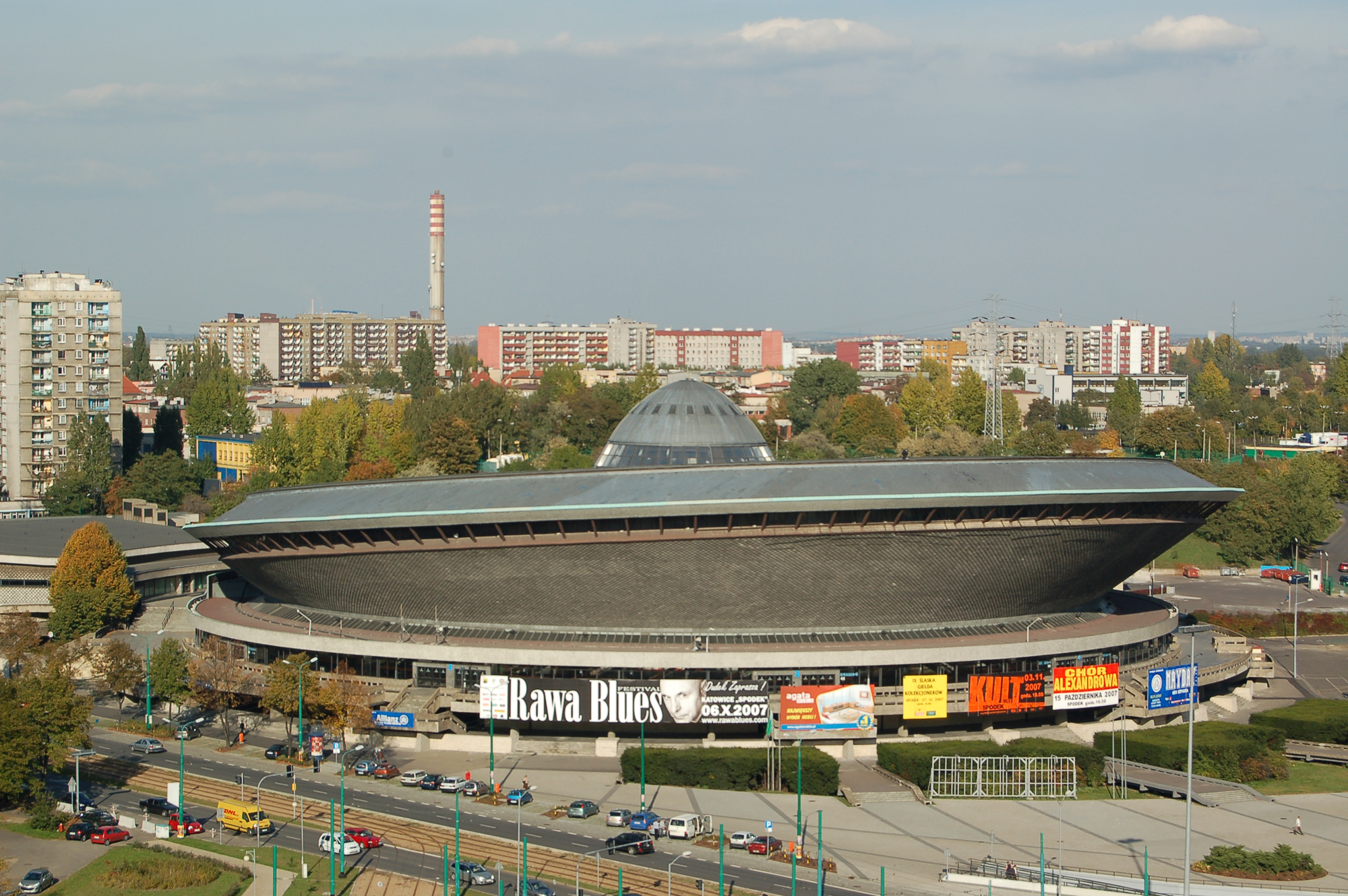
Spodek w Katowicach – miejsce rozgrywania turnieju finałowego LŚ w 2001 oraz w 2007.

## Historia

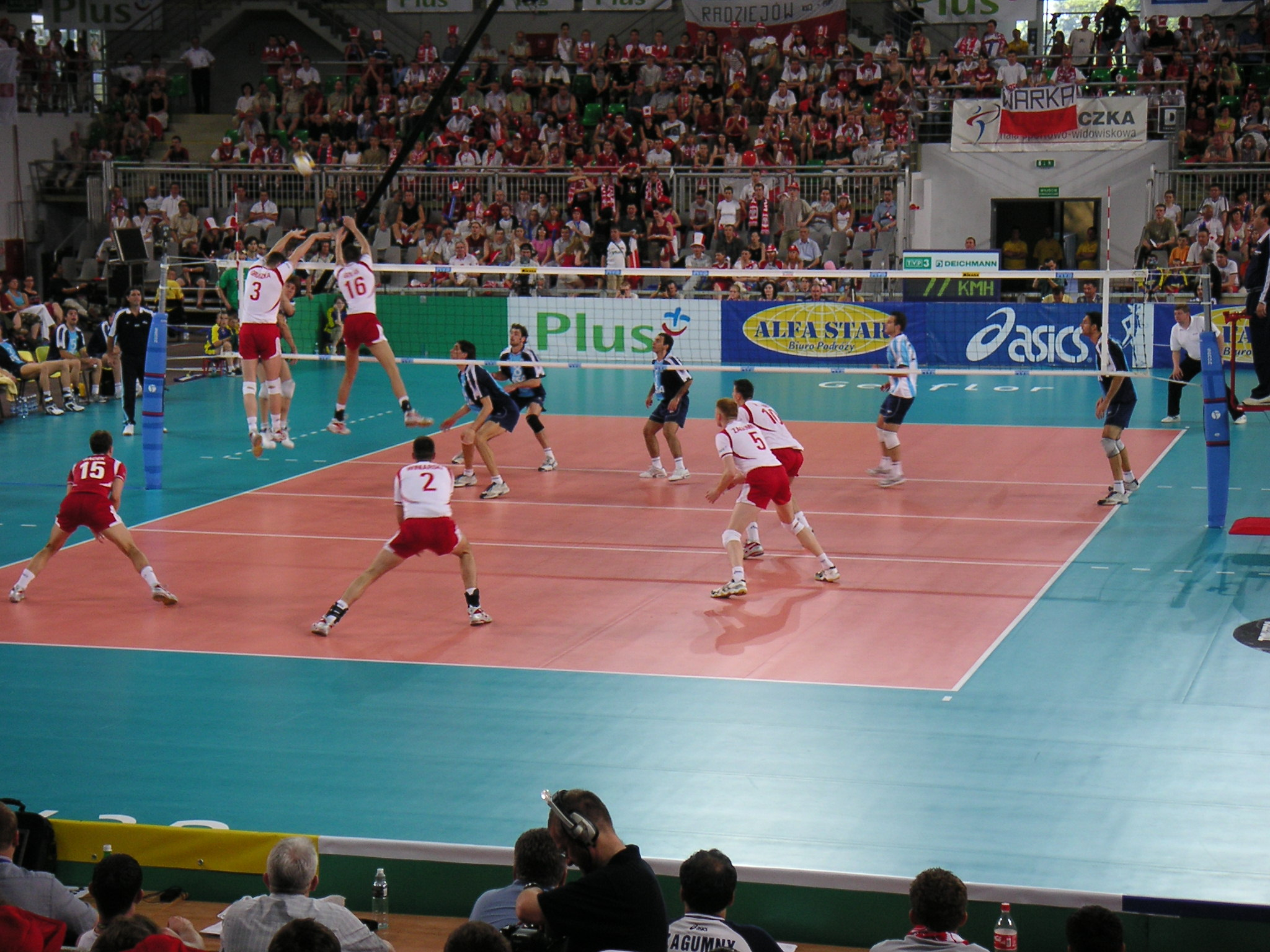
Polska-Argentyna – LŚ 2005 w Bydgoszczy

W 1986 roku podczas odbywającego się w Pradze II Światowego Kongresu Międzynarodowej Federacji Piłki Siatkowej na przewodniczącego tej organizacji wybrany został Meksykanin Rubén Acosta. Jednym z głównych założeń nowego przewodniczącego było rozpowszechnienie siatkówki w jak największej liczbie państw. Zasadniczą oś planu nowych władz FIVB stanowiło zwiększenie liczby oraz częstotliwości przeprowadzania międzynarodowych imprez siatkarskich poza odbywającymi się co cztery lata turniejami olimpijskimi oraz mistrzostwami świata.
W 1987 roku powstał pomysł, aby utworzyć coroczne profesjonalne rozgrywki siatkarskie, w których uczestniczyłyby najlepsze reprezentacje świata. Rozgrywkom nadano nazwę Liga Światowa, a jej pierwszą edycję zorganizowano w 1990 roku.

## Zasady

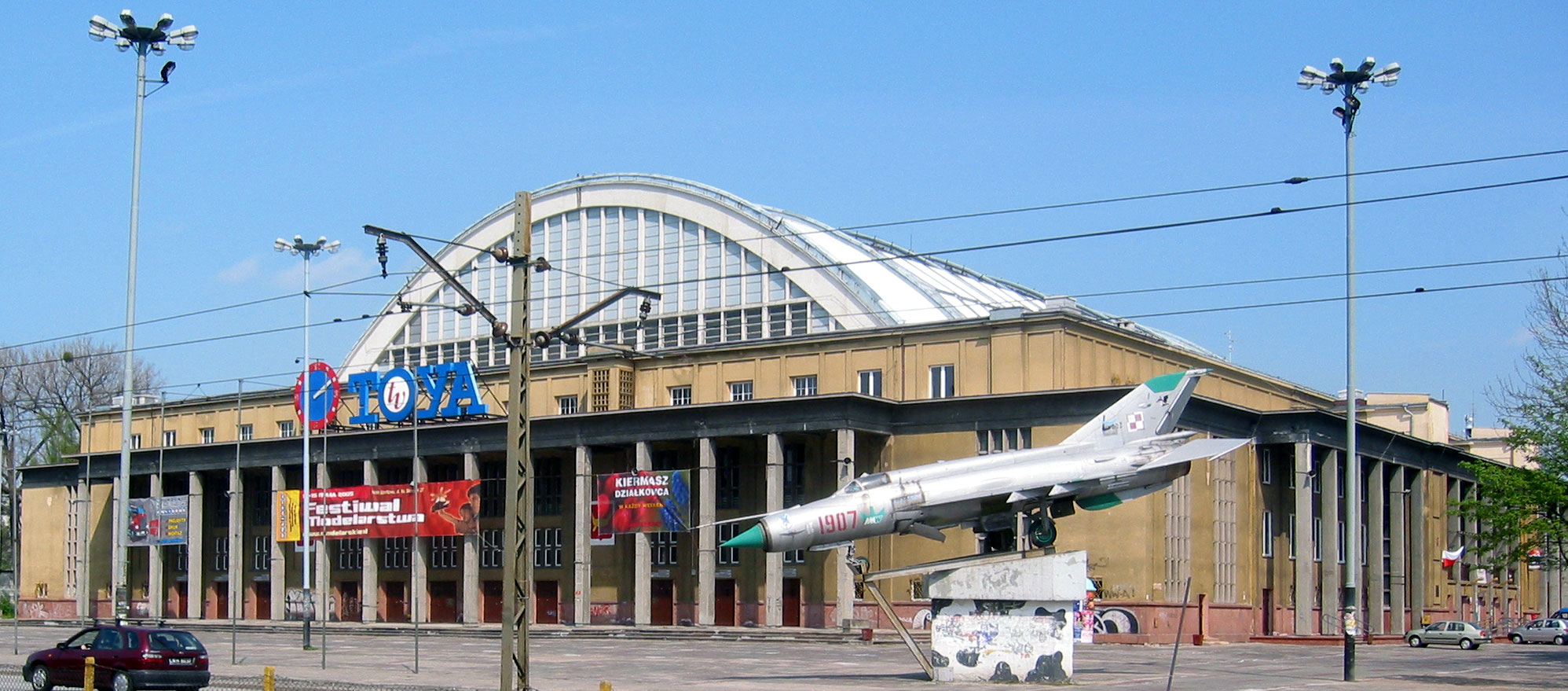
Hala MOSiR w Łodzi – gospodarz 18 meczów w ramach LŚ w latach 1999-2008

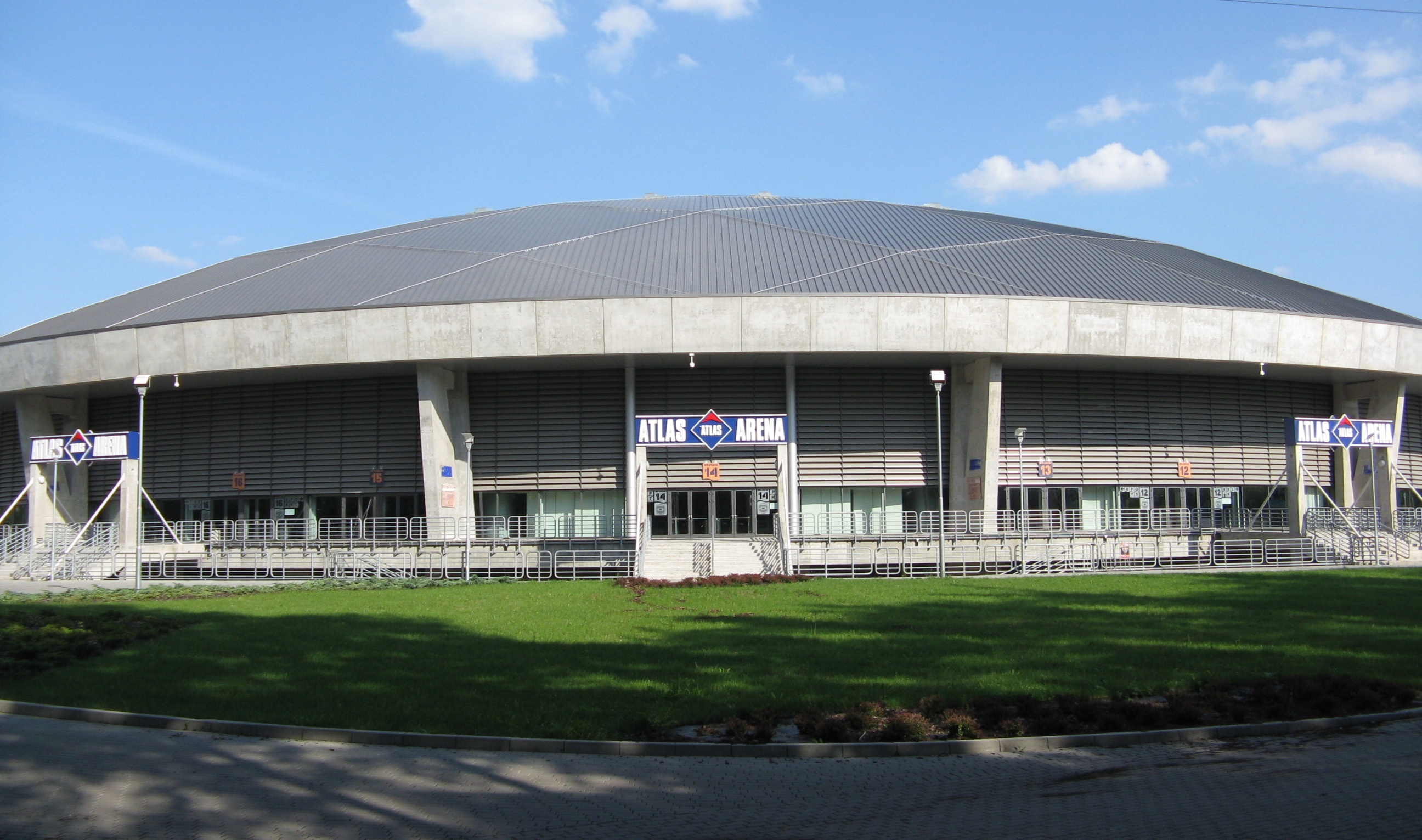
Hala Atlas Arena w Łodzi – gospodarz 7 meczów w ramach LŚ w latach 2009-2013

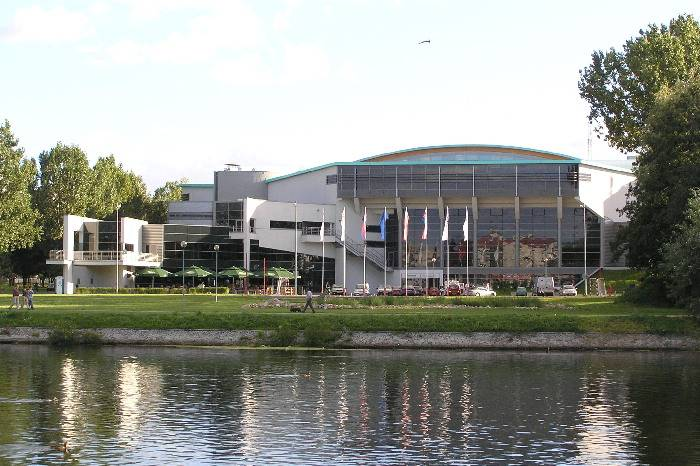
Hala Łuczniczka w Bydgoszczy – 7 meczów w ramach LŚ w latach 2003-2007

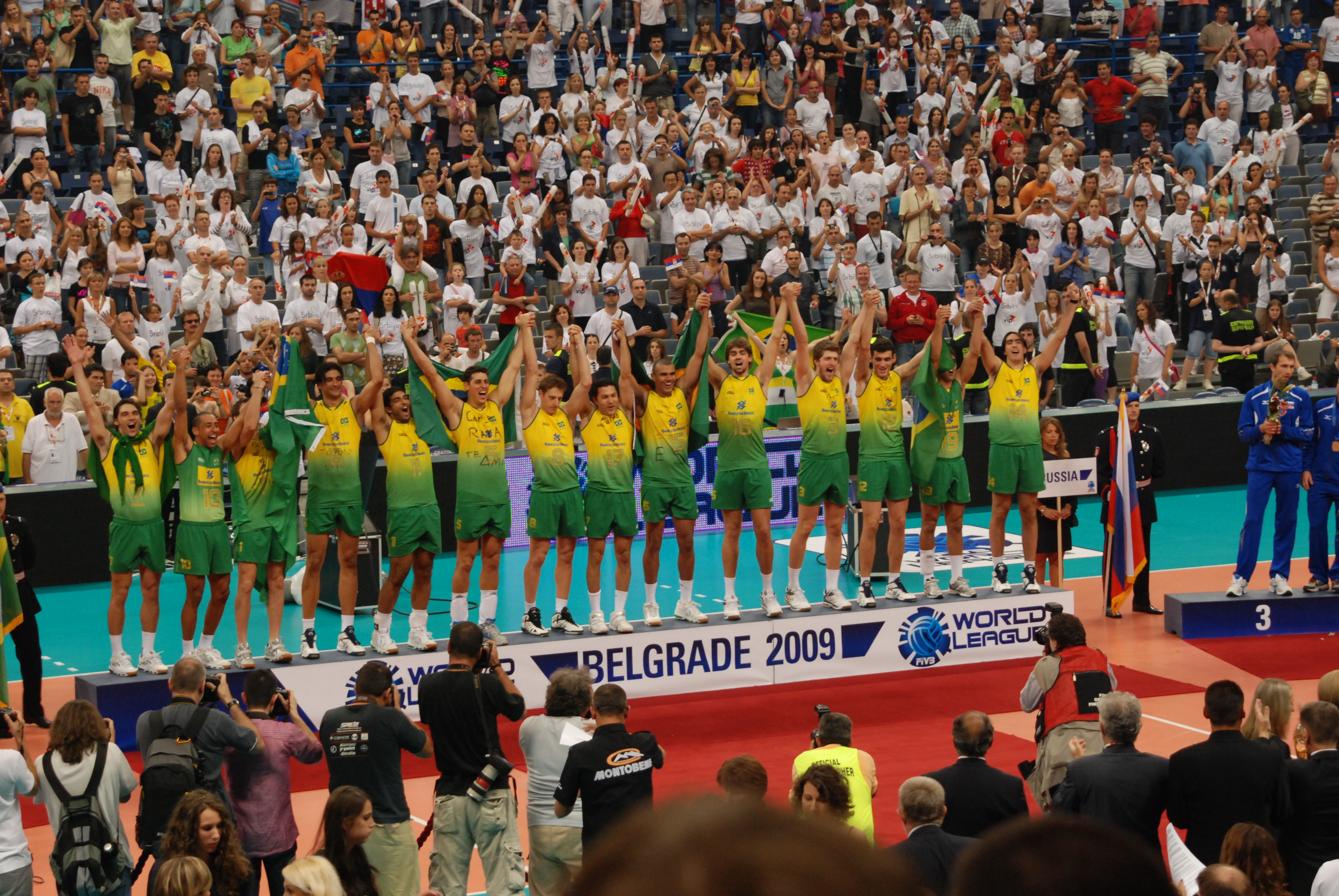
Reprezentacja Brazylii zwycięzcą Ligi Światowej 2009

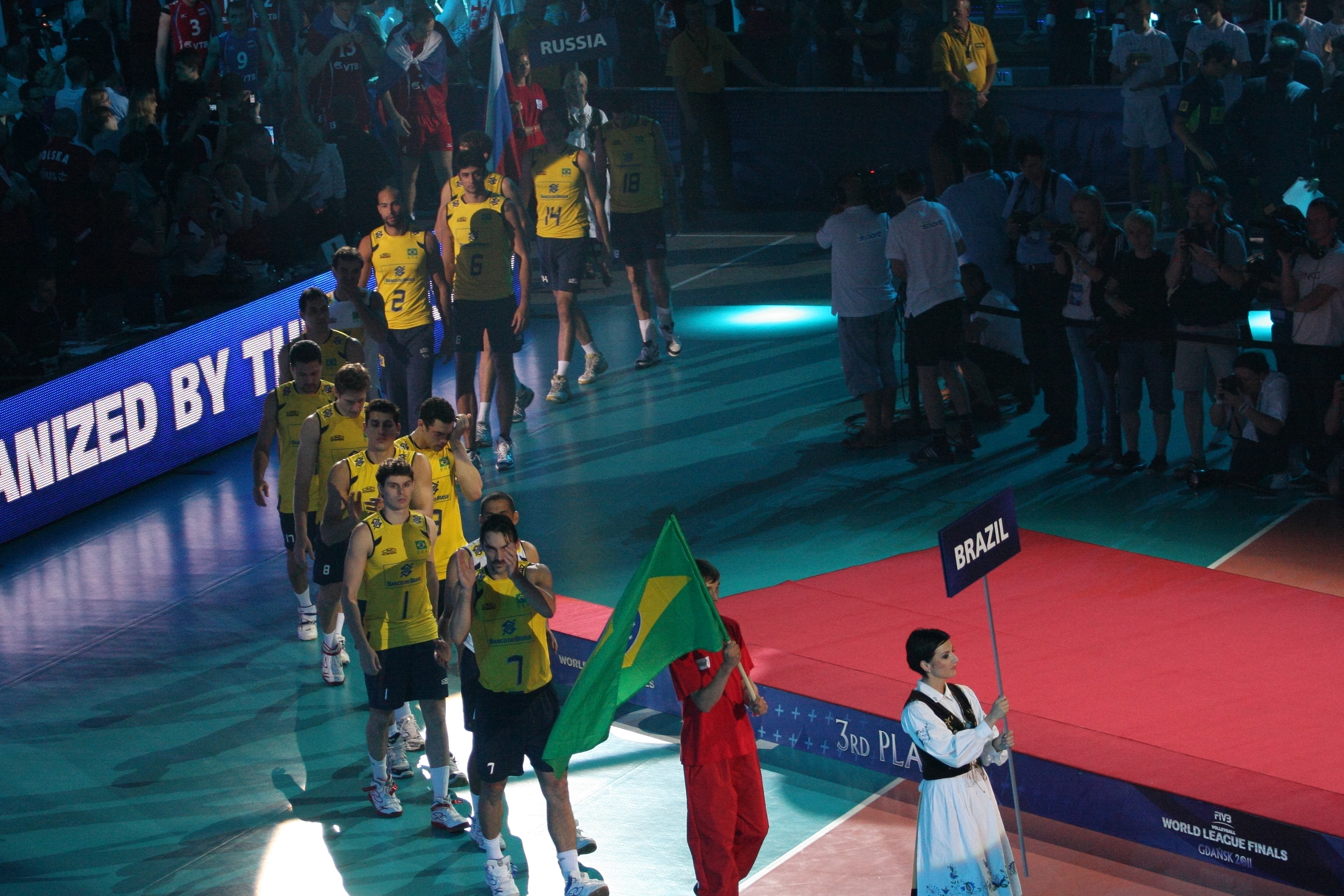
Reprezentacja Brazylii srebrnym medalistą Ligi Światowej 2011

Regulamin rozgrywek Ligi Światowej wielokrotnie ulegał zmianom. Najnowsze rozwiązania wprowadzono przed 22. edycją w roku 2011.
Od roku 2006 w fazie grupowej występuje 16 drużyn. Są one dzielone na cztery grupy, w których mecze do 2011 roku rozgrywane były przez sześć kolejnych weekendów systemem „każdy z każdym” (po dwa mecze u siebie i na wyjeździe).
Najnowsze zasady spotkań fazy grupowej wprowadzano przed 23. edycją w roku 2012. Począwszy od tej edycji 16 zespołów nie rozgrywa dwóch meczów z tym samym rywalem w ciągu jednego weekendu, ale bierze udział w czterech turniejach rozgrywanych na terenie państw każdej z tych drużyn, gdzie turniej toczy się systemem „każdy z każdym” (każdy zespół gra trzy mecze z każdym rywalem, przez trzy kolejne dni poczynając od piątku).
Ostatnia Faza Finałowa w roku 2011 została rozegrana w dniach 6-10 lipca 2011 roku w Gdańsku z udziałem ośmiu drużyn. Do turnieju finałowego awansowały po 2 najlepsze drużyny z każdej grupy eliminacyjnej (grupy: A – D), z uwzględnieniem udziału Polski. Ze względu na to, że Polska – gospodarz Fazy Finałowej – zajęła w swojej grupie miejsce trzecie, do Fazy Finałowej awansowały poza nią trzy najlepsze drużyny z drugich miejsc wyłonione po stworzeniu specjalnej tabeli.
Następnie po dwie najlepsze drużyny z każdej grupy Fazy Finałowej (grupy E i F) zagrały w półfinałach, tzw. Final Four (zwycięzcy grup „na krzyż” z drużynami, które zajęły drugie miejsca). Zwycięzcy półfinałów zagrali w finale, a pokonani – o brązowy medal. Po raz pierwszy w 2011 Polska zdobyła medal Ligi Światowej (w meczu o 3. miejsce pokonała reprezentację Argentyny).

## Nagrody
Rozgrywki Ligi Światowej są prestiżowe, ale i dobrze płatne. W pierwszych szesnastu edycjach na nagrody przeznaczono 131 milionów dolarów, a suma nagród wzrosła od 1 miliona w pierwszej edycji do 20 milionów w 2006 roku.
W 2005 roku najlepsza drużyna w Final Four miała zagwarantowaną nagrodę w wysokości miliona dolarów. Pozostałe trzy drużyny otrzymały kwoty odpowiednio mniejsze (drugie miejsce 450 tys. dolarów, trzecie 280 tys., czwarte 150 tys.). Siatkarze mogli też liczyć na gratyfikacje za zajęte miejsce w grupie eliminacyjnej (845 tys. za pierwsze miejsce, 830 tys. za drugie, 825 tys. za trzecie i 820 tys. za czwarte), za udział w poszczególnych meczach (za mecze w grupie przewidziano po 1000 dol. dla każdego zawodnika za wygraną oraz po 700 za porażkę) oraz za indywidualne osiągnięcia, tj. dla Najlepiej Punktującego – MVP (40 tys. dol.), Najskuteczniej Atakującego (17,2 tys.), Najlepiej Blokującego (17 tys.) i Najlepiej Serwującego (17 tys.). Łączna pula nagród w 2005 roku wyniosła 13,4 mln dolarów.
Nie wszystkie zdobyte pieniądze trafiają jednak na konta zawodników. Zgodnie z przepisami nagrody za miejsca należą do krajowych federacji i to one decydują, jak je rozdysponować.

## Medaliści Ligi Światowej
| Edycja | Rok  | Gospodarz      | Mistrz            | Wicemistrz          | III miejsce         |
| ------ | ---- | -------------- | ----------------- | ------------------- | ------------------- |
| I      | 1990 | Osaka          | Włochy            | Holandia            | Brazylia            |
| II     | 1991 | Mediolan       | Włochy            | Kuba                | ZSRR                |
| III    | 1992 | Genua          | Włochy            | Kuba                | Stany Zjednoczone   |
| IV     | 1993 | São Paulo      | Brazylia          | Rosja               | Włochy              |
| V      | 1994 | Mediolan       | Włochy            | Kuba                | Brazylia            |
| VI     | 1995 | Rio de Janeiro | Włochy            | Brazylia            | Kuba                |
| VII    | 1996 | Rotterdam      | Holandia          | Włochy              | Rosja               |
| VIII   | 1997 | Moskwa         | Włochy            | Kuba                | Rosja               |
| IX     | 1998 | Mediolan       | Kuba              | Rosja               | Holandia            |
| X      | 1999 | Mar del Plata  | Włochy            | Kuba                | Brazylia            |
| XI     | 2000 | Rotterdam      | Włochy            | Rosja               | Brazylia            |
| XII    | 2001 | Katowice       | Brazylia          | Włochy              | Rosja               |
| XIII   | 2002 | Belo Horizonte | Rosja             | Brazylia            | Jugosławia          |
| XIV    | 2003 | Madryt         | Brazylia          | Serbia i Czarnogóra | Włochy              |
| XV     | 2004 | Rzym           | Brazylia          | Włochy              | Serbia i Czarnogóra |
| XVI    | 2005 | Belgrad        | Brazylia          | Serbia i Czarnogóra | Kuba                |
| XVII   | 2006 | Moskwa         | Brazylia          | Francja             | Rosja               |
| XVIII  | 2007 | Katowice       | Brazylia          | Rosja               | Stany Zjednoczone   |
| XIX    | 2008 | Rio de Janeiro | Stany Zjednoczone | Serbia              | Rosja               |
| XX     | 2009 | Belgrad        | Brazylia          | Serbia              | Rosja               |
| XXI    | 2010 | Córdoba        | Brazylia          | Rosja               | Serbia              |
| XXII   | 2011 | Gdańsk/Sopot   | Rosja             | Brazylia            | Polska              |
| XXIII  | 2012 | Sofia          | Polska            | Stany Zjednoczone   | Kuba                |
| XXIV   | 2013 | Mar del Plata  | Rosja             | Brazylia            | Włochy              |
| XXV    | 2014 | Florencja      | Stany Zjednoczone | Brazylia            | Włochy              |
| XXVI   | 2015 | Rio de Janeiro | Francja           | Serbia              | Stany Zjednoczone   |
| XXVII  | 2016 | Kraków         | Serbia            | Brazylia            | Francja             |
| XXVIII | 2017 | Kurytyba       | Francja           | Brazylia            | Kanada              |

## Gospodarze turnieju finałowego Ligi Światowej
| Gospodarze | Państwa (Lata)                                                                              |
| ---------- | ------------------------------------------------------------------------------------------- |
| 6          | Włochy (1991, 1992, 1994, 1998, 2004, 2014) · Brazylia (1993, 1995, 2002, 2008, 2015, 2017) |
| 4          | Polska (2001, 2007, 2011, 2016)                                                             |
| 3          | Argentyna (1999, 2010, 2013)                                                                |
| 2          | Holandia (1996, 2000) · Rosja (1997, 2006) · Serbia i Czarnogóra/ Serbia (2005, 2009)       |
| 1          | Japonia (1990) · Hiszpania (2003) · Bułgaria (2012)                                         |

## Klasyfikacja medalowa
| L.p. | Państwo                                      | złoto | srebro | brąz | Razem |
| ---- | -------------------------------------------- | ----- | ------ | ---- | ----- |
| 1.   | Brazylia                                     | 9     | 7      | 4    | 20    |
| 2.   | Włochy                                       | 8     | 3      | 4    | 15    |
| 3.   | Rosja ( ZSRR)                                | 3     | 5      | 7    | 15    |
| 4.   | Stany Zjednoczone                            | 2     | 1      | 3    | 6     |
| 5.   | Francja                                      | 2     | 1      | 1    | 4     |
| 6.   | Kuba                                         | 1     | 5      | 3    | 9     |
| 7.   | Serbia (Jugosławia oraz Serbia i Czarnogóra) | 1     | 5      | 3    | 9     |
| 8.   | Holandia                                     | 1     | 1      | 1    | 3     |
| 9.   | Polska                                       | 1     | 0      | 1    | 2     |
| 10.  | Kanada                                       | 0     | 0      | 1    | 1     |

## Reprezentacja Polski w Lidze Światowej
Reprezentacja Polski występowała w turnieju nieprzerwanie od 1998 do 2017 r. Zdobyła dwa medale: brązowy w 2011 r. podczas finału rozegranego w hali Ergo Arena położonej na granicy Gdańska i Sopotu oraz złoty w 2012 r. podczas finału rozegranego w hali Arena Armeec w Sofii.

## Rekordy
Najdłuższy set w historii Ligi Światowej miał miejsce 28 maja 2011 w meczu Polska – USA, trwał 45 minut, ostateczny wynik wyniósł aż 37:35 dla USA. Mecz odbywał się w łódzkiej Atlas Arenie, w fazie interkontynentalnej Ligi Światowej.
Najwyżej punktowany set w historii Ligi Światowej miał miejsce 9 lipca 2011 w meczu Brazylia – Argentyna, ostateczny wynik wyniósł aż 42:40 dla Brazylii. Mecz odbywał się w gdańskiej Ergo Arenie, w półfinale rozgrywek Ligi Światowej.